# (612581) 2003 QX111
(612581) 2003 QX111, também escrito como 2003 QX111, é um objeto transnetuniano que é classificado como um plutino que está localizado no cinturão de Kuiper, uma região do Sistema Solar. Ele possui uma magnitude absoluta de 6,8 e tem um diâmetro estimado de cerca de 358 quilômetros. O astrônomo Mike Brown lista este corpo celeste em sua página na internet como um candidato a possível planeta anão.

## Descoberta
(612581) 2003 QX111 foi descoberto no dia 25 de agosto de 2003 pelo astrônomo Marc W. Buie.

## Órbita
A órbita de (612581) 2003 QX111 tem uma excentricidade de 0,133 e possui um semieixo maior de 39,176 UA. O seu periélio leva o mesmo a uma distância de 33,957 UA em relação ao Sol e seu afélio a 44,395 UA.